# 富士市立須津小学校
富士市立須津小学校（ふじしりつすどしょうがっこう）は、静岡県富士市にある公立小学校。
校地面積17,317m2（うち校舎面積6,392m2、屋体面積776m2）。

## 目標
学校教育目標
- たくましく 挑挑する子（自立）

重点目標
- 思いやり 認め合い みがき合う仲間

## 沿革
- 1873年 （明治6年）- 第二大学区督学局の許可をもって湖頭舎と命名、開校
- 1877年 （明治10年）- 八幡神社東側の新敷地に校舎を新築し移転
- 1883年 （明治16年）- 第一学区湖頭舎と改称
- 1886年 （明治19年）- 中里尋常小学校と改称
- 1890年 （明治23年）- 神谷村・増川村・江尾村・中里村・川尻村が合併、須津村となり須津尋常小学校と改称
- 1892年 （明治25年）- 高等小学校課程 設置
- 1908年 （明治41年）- 高等小学校課程 廃止
- 1919年 （大正8年）- 校舎二階建に改造
- 1921年 （大正10年）- 高等小学校課程 再設置
- 1941年 （昭和16年）- 須津村国民学校に改称
- 1947年 （昭和22年）- 須津村立須津小学校に改称
- 1955年 （昭和30年）- 合併により吉原市立須津小学校と改称
- 1960年 （昭和35年）- 学校給食開始
- 1966年 （昭和41年）- 吉原市・富士市・鷹岡町合併により，富士市立須津小学校と改称
- 2015年 （平成27年）- 普南校舎１階西トイレ乾式及び洋式化
- 2017年 （平成29年）- 給茶機設置
- 2019年 （令和元年）- 普通教室エアコン設置

## 主な行事
- すどっ子カーニバル（全校）※文化祭[3]
- 運動会
- みどりの学校（5年）※林間学校
- 修学旅行（6年・東京方面）
- 千人集会（須津中・須津小・東小）[4]

## 通学区域
中里町１.２.３.４、中里新富町、中里八幡町、中里寿町、中里曙町、神谷町１.２.３、神谷緑町、川尻町１.２、増川町１.２.３、江尾町１.２

## 指定避難所
中里２.４、中里八幡町、中里寿町、中里曙町、神谷町１、川尻町１.２

## 進学先中学校
- 富士市立須津中学校[7]

## 生徒数・学級数・職員数
| 生徒数                  | 学級数 | 職員数 |
| ----------------------- | ------ | ------ |
| 568 人                  | 22(4)  | 41 人  |
| ※カッコ内は特別支援学級 |        |        |